# 안후이성 (중화민국)

안후이 성의 위치

안후이성(중국어: 安徽省, 한국어: 안휘성)은 1912년부터 1949년까지 존재했던 중화민국의 성으로 면적은 146,303km2이다. 동쪽으로는 장쑤 성, 서쪽으로는 허난 성과 후베이 성, 북쪽으로는 산둥 성, 남쪽으로는 저장 성, 장시 성과 접하였다. 1개 시, 63개 현을 관할하였다.
1912년부터 1945년까지는 화이닝 현(懷寧縣)을 성도로 했지만 북양정부 시대에는 벙부 현(蜂埠縣, 현재의 벙부 시), 중일 전쟁 시기에는 루안 현(六安縣, 현재의 루안 시, 1938년 1월 13일 ~ 6월 26일), 리황 현(立煌縣, 현재의 진자이 현, 1938년 6월 26일 ~ 1945년 11월)을 성도로 했다. 1945년 11월부터 1949년 4월 중국 공산당에 장악될 때까지는 허페이 현(合肥縣, 현재의 허페이 시)을 성도로 했다.